# Adamantisaurus
Adamantisaurus là một chi khủng long, được Santucci & Bertini mô tả khoa học năm 2006.